# Zoriwka (obwód czerkaski)
Zoriwka (ukr. Зорівка) – wieś na Ukrainie, w obwodzie czerkaskim, w rejonie złotonoskim. W 2001 liczyła 851 mieszkańców, spośród których 836 posługiwało się językiem ukraińskim, 14 rosyjskim, a 1 ormiańskim.